# Volksbuch vom gehörnten Siegfried
Das Volksbuch vom gehörnten Siegfried gehört zur Nibelungensage und basiert auf dem Lied vom Hürnen Seyfrit, das in Drucken aus dem 16. und 17. Jahrhundert erhalten ist.

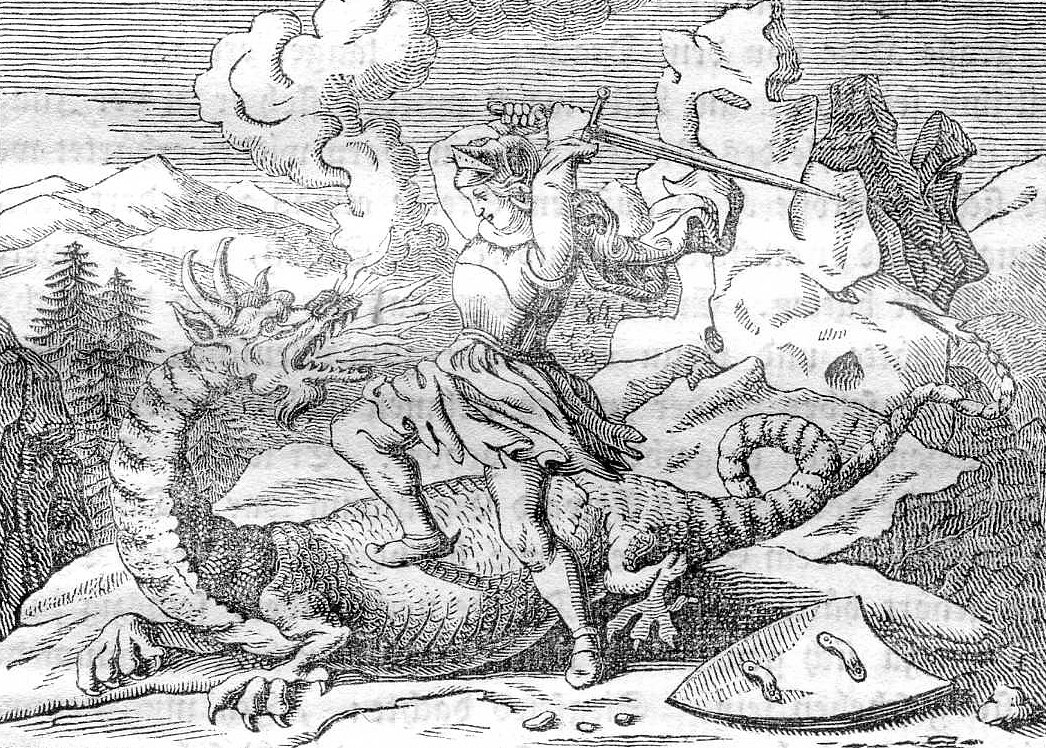
Bild aus einer Ausgabe des Volksbuches 1838

## Überlieferungen
Das Volksbuch vom gehörnten Siegfried kann als Prosafassung des Hürnen Seyfrits angesehen werden. Der älteste erhaltene Druck stammt aus dem Jahre 1726. Er erschien in Leipzig und  Braunschweig und ist heute nur in einem Exemplar überliefert. Im Titelblatt wird behauptet, die Geschichte sei aus dem Französischen übersetzt und von Neuem wieder aufgelegt worden. Für beide Angaben gibt es jedoch keinen Nachweis. Allerdings wird im Roman Ritter Löwhardus erwähnt, dass das Volksbuch 1657 erstmals in Hamburg veröffentlicht worden sei. Das Volksbuch erschien in unzähligen Auflagen, was für seine große Beliebtheit spricht.

## Inhalt
Inhaltlich wird die Geschichte des Hürnen Seyfrits mit kleinen Änderungen wiedergegeben. Der Verfasser des Volksbuches hat den größten Teil der Namen abgeändert. So wird aus Sigmund Sighardo, aus Grimhild Florigunda, aus Gibech Gibaldus, aus Eugel Egwaldus, aus Kuperan Wullgrambähr, aus Gunter Ehrenbertus, aus Girnot Walbertus und aus Hagen Hagenwald.
Außerdem fügte der Autor die Geschichte des Kampfes zwischen dem Bauern Jorcus und dem Soldaten Zivelles ein. Hagenwald wird am Ende der Geschichte von Zivelles getötet. Zum Schluss verweist der Autor noch auf die Historie von Siegfrieds Sohn Löwhardus. Die Geschichte von Ritter Löwhardus wurde erst 1965 von Harold Jantz wiederentdeckt.

## Ausgaben
- Wolfgang Golther: Das Lied vom Hürnen Seyfrid. Max Niemeyer, Halle a. S. 1889.
- Gerhard Schneider und Edwin Arndt: Eine schöne und lustige Historie von den vier Heymonskindern und ihrem Ross Beyart. Auch sind hier beigefügt die Historien - Hug Schapler/ Der gehörnte Siegfried / Fortunatus. 2. Auflage. Neues Leben, Berlin 1982.